# Ашулук (полігон)
Ашулук — військовий полігон в Росії. Розташований в Астраханській області на схід від залізничної станції Ашулук. Призначений для випробування озброєння зенітно-ракетних військ ППО та проведення військових навчань з застосуванням даної зброї. Використовується збройними силами РФ. Офіційне найменування: рос. «185-й Центр боевого применения и боевого предназначения ВКС» (185-й Центр бойового застосування і бойового призначення ПКС). Раніше — 42-й навчальний центр бойової підготовки зенітно-ракетних військ (скорочено: 42 НЦБП ЗРВ).

## Історія
Навчальний і науково-дослідний центр бойового застосування зенітних ракетних військ протиповітряної оборони (полігон Ашулук) створений 25 травня 1960 року відповідно до директиви Генерального штабу ЗС СРСР. В перші роки після створення використовувався для стрільб з ЗРК С-75. Згодом на полігоні використовувались С-125, С-200, С-300 та інші системи.
В радянський час полігон через свої значні розміри знаходився на територіях відразу двох союзних республік — РСФСР та КазССР (нині — РФ та Казахстан). Це був основний полігон для підготовки офіцерів ППО СРСР. Після розпаду СРСР він займає ділянку розмірами 120 км на 38 км в Астраханській області. Зараз на полігоні регулярно проходять навчання зенітно-ракетних військ ППО ЗС Росії та країн СНД (Казахстан, Білорусь, Вірменія та ін.).
На полігоні проводяться навчання з бойовими стрільбами студентів зенітно-ракетного профілю військових вишів Росії

## Катастрофи та інциденти
20 червня 2016 виникла пожежа з детонацією під час якої було знищено компоненти ЗРК С-300ПТ. Офіційна версія МО РФ - "займання стартового двигуна ракети комплексу ЗРК С-75".